# (12978) Ivashov
(12978) Ivashov ist ein Asteroid des Hauptgürtels, der am 26. September 1978 von der sowjetischen Astronomin Ljudmila W. Schurawljowa am Krim-Observatorium in Nautschnyj (IAU-Code 095) entdeckt wurde.
Der Asteroid wurde nach dem sowjetisch-russischen Schauspieler Wladimir Iwaschow (1939–1995) benannt.